# El Recreo (café-teatro)

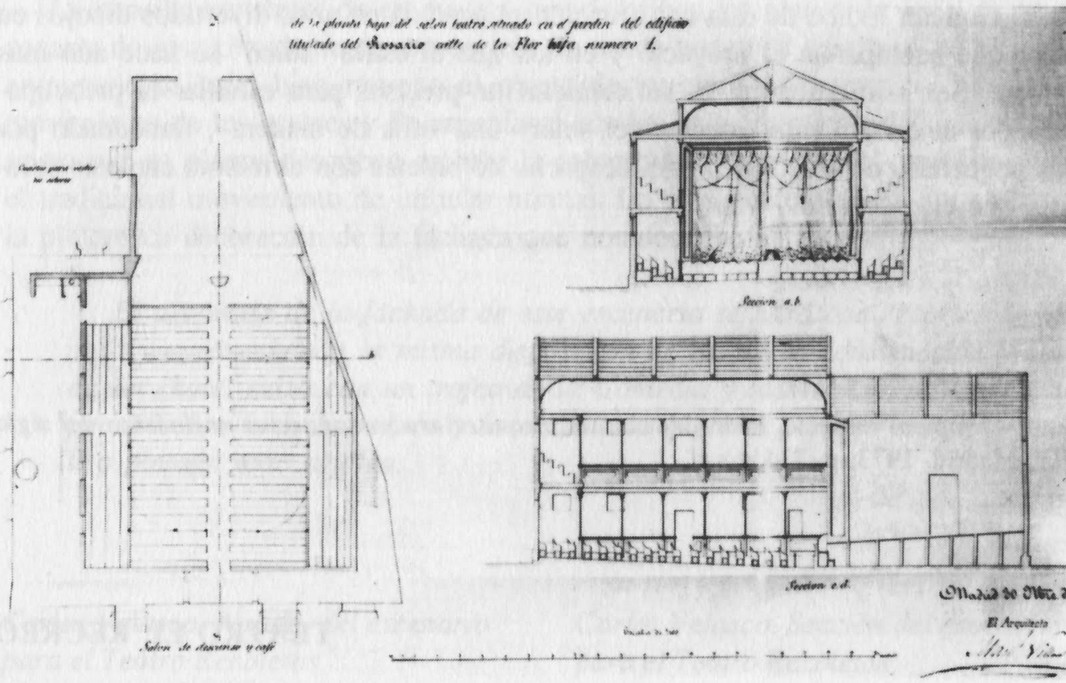
Proyecto para el Teatro El Recreo, por Manuel Villar en 1867.

El Recreo fue un modesto y popular teatro del Madrid de la segunda mitad del siglo XIX, situado en la calle de la Flor Baja, entre la Puerta del Sol y la futura Gran Vía. Algunos cronistas lo consideraron la cuna del "género chico".

## Historia
La investigadora Mercedes Agulló da como fecha de inauguración el 27 de abril de 1866,
 si bien en publicaciones como La Discusión o el Diario Oficial de avisos de Madrid ya se anuncian actividades en él como local café-espectáculo hacia finales de diciembre de 1863, habiéndose hecho la subasta del café y la confitería unos meses antes. Sin embargo, en el estudio de Fernández Muñoz, se muestra copia del proyecto que Manuel Villar firmó el 30 de octubre de 1867 para un "salón de descanso y café", en el que figuran dibujos de la "planta baja del salón teatro situado en el jardín del edificio", en la "calle de la Flor Baja número 1"; y secciones del alzado de la prevista construcción. También se describe su sencilla estructura de madera, anclada por soportes de hierro en el interior, con capacidad para 700 espectadores, repartidos en un patio de butacas, plateas y entresuelo, siguiendo la tradición arquitectónica de muchos teatros provisionales de la época. Por demás, hubo en su café una tertulia a la que concurrían Antonio Cánovas del Castillo, Manuel Fernández y González, Ventura Ruiz Aguilera y Eulogio Florentino Sanz.
Al parecer, El Recreo, como negocio teatral, se fraguó impulsado por la necesidad de hacer rentables las representaciones, ante las dificultades que para ello tenían los teatros tradicionales de la época, poniendo en marcha la nueva fórmula de los teatros por horas. Martínez Olmedilla anota que la primera compañía teatral que dio lustre a las tablas de El Recreo fue la dirigida por el tipógrafo que se pasó a la farándula, José Vallés, secundado por otros entonces jóvenes artistas como Juana Espejo, Riquelme, Trinidad Vedia y Juan José Luján. Olmedilla argumenta que "no atreviéndose con obras grandes", la compañía de Vallés organizó su programa en cuatro secciones o pases ("a dos reales la butaca en cada una de ellas"), con obras en un solo acto. El 'invento' resultó un éxito, respaldado por la variedad del espectáculo que alternaba, por ejemplo, un drama como El testamento, con una bufonada grotesca como Perdigón en Hamburgo, o el sainete Los baños del Manzanares y la revista La fiesta nacional.
El Recreo compartió, en ese mismo periodo del último cuarto del siglo XIX, público y artistas con otros locales convertidos en cafés-teatros como el café de Lozoya o los más populares quizá de todos ellos, el Salón Capellanes y el Teatro Circo Paul. Desapareció en el proceso de creación de la Gran Vía madrileña.